# Mariä-Schutz-und-Fürbitte-Kathedrale (Stepanakert)

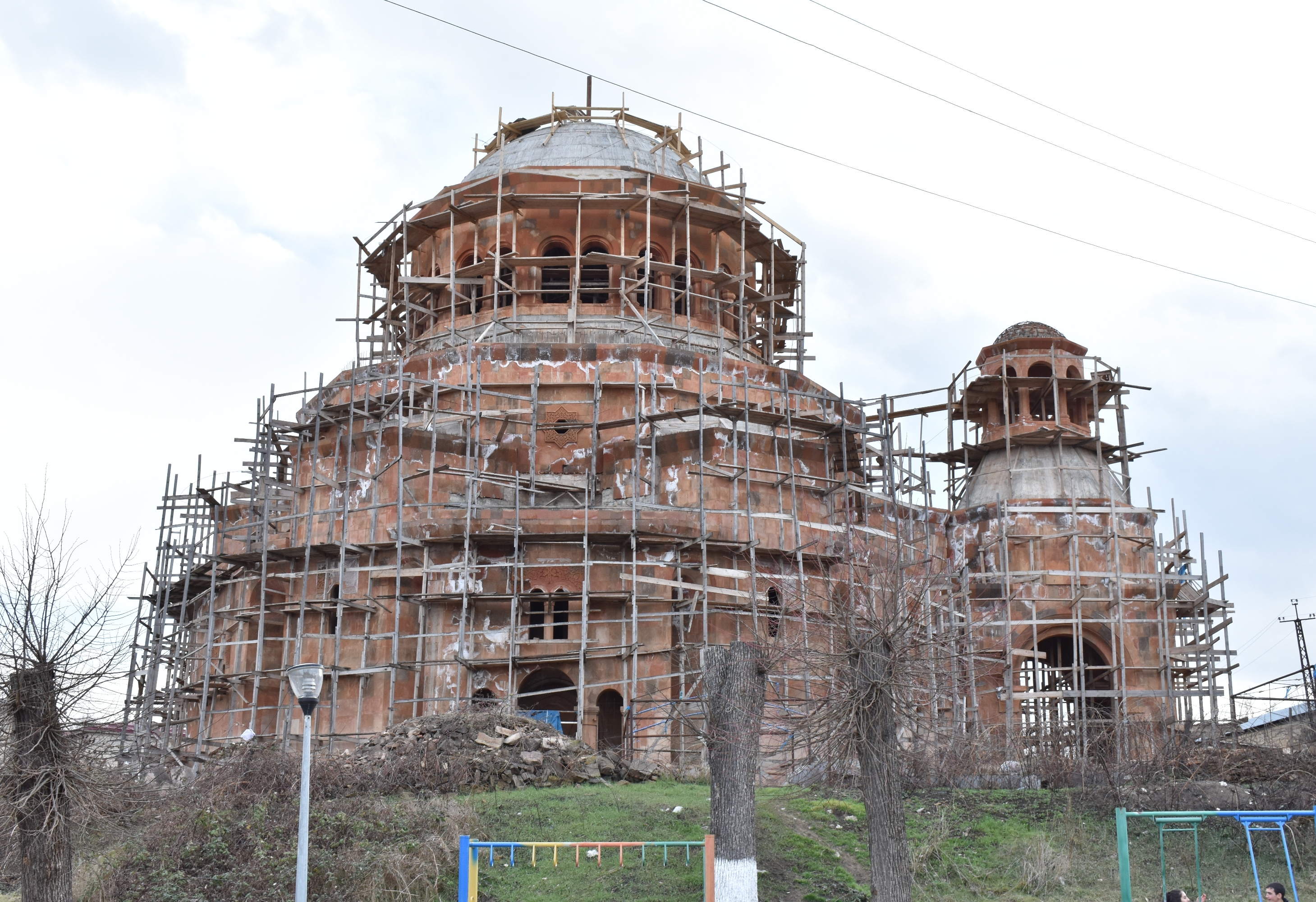
Kathedrale im Bau, März 2018

Die Mariä-Schutz-und-Fürbitte-Kathedrale (armenisch Սուրբ Աստվածամոր Հովանու մայր տաճար Surb Astwatzamor Howanu majr tatschar), auch bekannt als Kathedrale der Heiligen Muttergottes oder Stepanakert-Kathedrale (Ստեփանակերտի Մայր Տաճար), ist eine armenische Kirche in Stepanakert, Republik Arzach (Bergkarabach), die 2019 eröffnet wurde. Sie ist die Kathedrale des Bistums Arzach der Armenischen Apostolischen Kirche.

## Standort
Die Mariä-Schutz-und-Fürbitte-Kathedrale steht im Süden Stepanakerts (Ստեփանակերտ) an der Vazgen-Sargsyan-Straße (Վազգեն Սարգսյան փողոց), etwa 100 m westlich von deren nördlichem Ende, 600 m südlich des Gebäudes der Nationalversammlung der Republik Arzach (das an der Nordseite des Platzes der Wiedergeburt liegt), rund 500 m nördlich der Bezirksgrenze zu Hajkawan (Հայքավան) und etwa 1,3 km nördlich des Stadtteils Krkdschan (Կրկժան, auch Kirkidschan/Kirkidzhan oder Kirkidschahan/Kərkicahan).

## Geschichte
Das 1923 von der Sowjetmacht gegründete Stepanakert hatte lange keine einzige Kirche. Die auf dem Stadtgebiet befindliche Georgskirche (Surp Kevork) vom Ende des 19. Jahrhunderts wurde unter Josef Stalin in den 1930er Jahren abgerissen, um dem Stepanakerter Theaterbau Platz zu machen. So waren die nach wie vor mehrheitlich der Armenischen Apostolischen Kirche angehörenden Stepanakerter ohne Gotteshaus. Es gab zwar am nördlichen Rand der Stadt noch ein kleines mittelalterliches Kirchengebäude mit dem Namen Vararakn, das jedoch nicht mehr als Kirche diente.
Nach dem Ende der Sowjetmacht und der Gründung der – international nicht anerkannten – Republik Arzach begannen die Bemühungen, für die Gläubigen Stepanakerts Kirchen zu errichten. Am 9. Mai 2007, dem 15. Jahrestag der Einnahme Schuschis, wurde die Jakobskirche (Surp Hakob) eröffnet. Kathedrale des armenisch-apostolischen Bistums Arzach blieb jedoch die erst 1998 nach 78 Jahren wiedereröffnete Erlöserkirche (Ghasantschezoz) im nahe gelegenen Schuschi, das zwar bis zum Schuscha-Pogrom 1920 die größte mehrheitlich armenische Stadt der Region gewesen war, nach den gegenseitigen Massenvertreibungen schließlich im Jahre 2015 nur noch rund 4400 Einwohner hatte, viel weniger als die arzachische Hauptstadt Stepanakert.
Mit dem Bau der Stepanakerter Mariä-Schutz-und-Fürbitte-Kathedrale wurde am 19. Juli 2006 begonnen. Finanziert wurde der anfangs auf 2 Millionen US-Dollar projektierte Bau unter anderem von seinem Architekten, Gagik Yeranosyan. Wichtige Mäzene waren auch Hrant Vardanyan und seine Söhne Mikael und Karen, die 400 Millionen Dram beisteuerten. Die Arbeiten dauerten auch wegen der komplizierten Finanzierung mehr als 12 Jahre. Die Kathedrale wurde am 7. April 2019 vom Katholikos Karekin II. Nersissian im Beisein des Erzbischofs von Arzach, Pargev Martirosyan, geweiht und eröffnet. Geplant war auch eine (bisher) nicht verwirklichte 4 m hohe Statue des Königs Watschagan III. auf einem 2 m hohen Sockel neben der Kirche. Im Krieg um Bergkarabach 2020 diente die Kathedrale als Schutzraum, deren massive Wände sie nach Aussagen eines Priesters zu einem der sichersten Orte der Stadt machten. Die Kathedrale in Schuschi wurde in diesem Krieg Opfer zweier Raketenangriffe und Schuschi bald darauf von aserbaidschanischen Truppen erobert, während Stepanakert beim Waffenstillstand den Karabach-Armeniern verblieb. So war die Stepanakerter Kathedrale die einzige, die dem Bistum Arzach noch bis zu der Aserbaidschanischen Offensive und der Auflösung Arzachs blieb. Die letzte Liturgie wurde am 1. Oktober 2023 in der Kathedrale abgehalten, nachdem der Großteil der armenischen Bevölkerung aus der Stadt geflohen war und Aserbaidschan die Kontrolle übernommen hatte.

## Architektur
Die Mariä-Schutz-und-Fürbitte-Kathedrale Stepanakert ist eine Rundkirche mit einem Durchmesser von 30 m und einer Höhe von 35 m. Genau genommen ist die Rotunde ein Polygon (genauer: zwölfeckiger Querschnitt), der sich der Kreisform nur annähert. Insgesamt nimmt die Kathedrale eine Grundfläche von 900 Quadratmetern ein. Die Wände des Gebäudes bestehen innen und außen aus aprikosenfarbigem Tuffstein aus Artik (Armenien), wie er auch in der armenischen Hauptstadt Jerewan, der „aprikosenfarbenen Stadt“, weithin verwendet wird. An der Ostseite der Kirche, wo sich auch der Altar befindet, ist die Wand durch ein 12 m hohes Kreuz geschmückt. An der Westseite der Kirche steht über dem Eingang ein Narthex, dessen achtseitiges Pyramidendach mit dem großen zwölfseitigen Pyramidendach der Rotunde an den Kleinen und den Großen Ararat erinnern soll – ähnlich wie bei der Sankt-Hripsime-Kirche in Etschmiadsin. Gleichzeitig ist die Kirche der Kathedrale von Swartnoz nachempfunden. Nach Angaben des Architekten der Kirche, Gagik Yeranosyan, trägt die Gestaltung als (annähernde) Rotunde zur hohen Erdbebensicherheit der Kathedrale bei.